# جدعون غرينغر
جدعون غرينغر هو محامي وسياسي أمريكي، ولد في 19 يوليو 1767 في Suffield, Connecticut ‏ في الولايات المتحدة، وتوفي في 31 ديسمبر 1822 في الولايات المتحدة. نشط حزبياً في الحزب الجمهوري الديمقراطي. وقد انتخب عضو مجلس نواب كونيتيكت ‏ وانتخب عضو مجلس ولاية نيويورك ‏.